# Nedersticht (Mainz)
Het Nedersticht van Mainz was het meest westelijk gelegen deel van het keurvorstendom Mainz. Het gebied lag aan beide zijden van de Rijn rond de steden Mainz en Eltville. Het Nedersticht werd gescheiden van het oostelijker gelegen Oversticht door de rijksstad Frankfort en het landgraafschap Hessen-Darmstadt.